# كورتيس كلارك
كورتيس كلارك (بالإنجليزية: Curtis Clark)‏ هو عازف جاز وعازف بيانو أمريكي، ولد في 23 أبريل 1950 في شيكاغو في الولايات المتحدة.

## وصلات خارجية
- كورتيس كلارك على موقع ميوزك برينز (الإنجليزية)
- كورتيس كلارك على موقع أول ميوزيك (الإنجليزية)
- كورتيس كلارك على موقع ديسكوغز (الإنجليزية)